# 三棘多板盾尾魚
三棘多板盾尾魚，又稱鋸尾鯛，俗名黑豬哥、黑將軍、打鐵婆、剝皮仔，是輻鰭魚綱鱸形目刺尾魚亞目刺尾鱼科的一種。

## 分布
本魚分布於西北太平洋區，包括日本松島灣至台灣等海域。

## 特徵
本魚幼體呈圓形，隨著成長而漸呈橢圓形；成魚後前額無突出之角狀骨。體色均一且為灰色或近黑色。尾柄具顏色較深的盾板，約3－4對，尾鰭後緣為白色。幼魚之尾柄後半到整個尾鰭則均是白色。體被細小櫛鱗，似鯊魚皮。背鰭硬棘9枚、背鰭軟條22－24枚、臀鰭硬棘3－4枚、臀鰭軟條21－23枚。體長可達50公分。

## 生態
棲息於深度0至20公尺的珊瑚茂密區及岩礁區。幼魚多半分散在礁石上覓食，成魚則成大群地洄游於珊瑚礁區間。以藻類和底棲生物為食。

## 經濟利用
食用魚，小魚可做觀賞。大型魚切塊鹽燒在加檸檬汁味道極佳。其血及內臟具強烈的腥臭味，處理魚體時需小心。尾柄棘會傷人。